# Селса дус Сантус, Франсиска
Франсиска Селса дус Сантус (порт.-браз. Francisca Celsa dos Santos; 21 октября 1904, Каскавел, Сеара — 5 октября 2021, Форталеза) — бразильская долгожительница. С 4 октября 2021 года являлась 11-м из когда-либо живших старейших верифицированных людей в мире, четвёртым по старшинству жителем Америки и старейшим из когда-либо живших латиноамериканцев, а также с 27 августа 2019 года по 5 октября 2021 года была 3-м старейшим живущим человеком в мире после Канэ Танаки и Люсиль Рандон. 
Её возраст составлял на момент смерти 116 лет 349 дней. Франсиска Селса дус Сантус не дожила всего 16 дней до своего 117-летия.

## Биография
Франсиска родилась в Каскавеле, Сеара, Бразилия 21 октября 1904 года. Её родителями были Раймунду Гертрудес дус Сантус и Мария ду Эспириту Санту.
В детстве она работала по дому, а позже продавщицей кружев (швейных материалов). Незадолго до 1935 года она вышла замуж за Раймундо Селса (1905—1979). У них было шестеро детей, трое из которых были живы в 2020 году. Перед рождением последнего ребёнка, 31 июля 1948 года, пара обратилась в Реестр Пакаюса, чтобы официально пожениться. Она жила в городе Пакаюс много лет после замужества. Вскоре после смерти мужа, 4 сентября 1979 года, Франсиска переехала в Мессехану (столичный район Форталеза), чтобы жить со своей дочерью Марией Назете. В возрасте 85 лет у неё обнаружили злокачественную опухоль. По словам её дочери, врачи не верили в выздоровление Франсиски, поэтому семья забрала её домой.
Её дочь сказала, что после этого они полагались на веру: «Однажды ночью я проснулась, и она искала чётки для молитвы. После этого мы молились вместе, даже не будучи очень религиозными в то время». Также словам её дочери они лечили Франсиску некоторыми домашними средствами и более не возвращались к врачам.
С 2012 года она больше не могла ходить. По состоянию на ноябрь 2019 года о ней заботилась одна из её трёх дочерей, Назете Монтейру. По словам дочери, она не принимала никаких лекарств и редко болела.
3 октября 2019 года она превзошла рекорд Марии Гомес Валентин, став старейшим верифицированным жителем Бразилии. 9 июля 2020 года она была официально верифицирована Геронтологической исследовательской группой.
Франсиска Селса дус Сантус умерла 5 октября 2021 года.